# Nemanja Aleksandrov
Pour les articles homonymes, voir Aleksandrov.
Nemanja Aleksandrov (en serbe : Немања Александров), né le 10 avril 1987, à Belgrade, en République socialiste de Serbie, est un joueur serbe de basket-ball. Il évolue au poste d'ailier fort.

## Palmarès
- Coupe de Serbie-et-Monténégro 2005
- Coupe de Slovénie 2010